# آرثر دين (سياسي)
آرثر دين (بالإنجليزية: Arthur Dean)‏ هو سياسي بريطاني (وحمل سابقاً جنسية المملكة المتحدة لبريطانيا العظمى وأيرلندا)، ولد في 27 أغسطس 1857، وتوفي في 7 فبراير 1929. حزبياً، نشط في حزب المحافظين. في 1924 Holland with Boston by-election ‏، انتخب عضو برلمان المملكة المتحدة الـ33 عن دائرة Holland with Boston (UK Parliament constituency) ‏ (31 يوليو 1924 – 9 أكتوبر 1924) وفي الانتخابات العامة في المملكة المتحدة 1924 ‏، انتخب عضو برلمان المملكة المتحدة الـ34 عن دائرة Holland with Boston (UK Parliament constituency) ‏ (29 أكتوبر 1924 – 7 فبراير 1929).